# Коныраты (казахи)
Коныра́ты (каз. қоңырат) — казахское племя. Одно из шести племён, относящихся к Среднему жузу. Боевые кличи коныратов — «Алатау» и «Мукамал». Коныраты — потомки средневекового монгольского племени хонгират, из которого происходили мать и первая жена Чингисхана.

## Этноним
Этноним конырат происходит от имени монгольского племени хонгират. Согласно Б. З. Нанзатову, этноним хонгират происходит от тюрко-монгольского термина хонгор ~ qoŋur, означающего масть животного, а именно рыжеватый, каштановый, коричневый, каурый. Согласно Аюудайн Очиру, этноним хонгирад ~ хонхэрээд произошёл от названия тотема ворона — хон хэрээ.

## Расселение и численность
Коныраты проживают в Туркестанской области. Согласно расчётам Н. Э. Масанова, во второй половине XIX в. численность коныратов составляла 150 тысяч человек (5 % от численности всех казахов). Данные М. Т. Тынышпаева свидетельствуют, что в начале XX в. их численность достигала 210 тысяч человек. По А. А. Темиргалиеву, в 1911—1913 годах численность коныратов составляла 146700 человек (3,2 % от численности всех казахов). По оценке Б. Р. Ракишева, современная численность коныратов составляет 690 тысяч человек.

## Гаплогруппа
Для коныратов характерно тотальное накопление (86 %) гаплогруппы C2c1a1a1-M407. У прямого потомка Чингисхана, Бату-Мунгке Даян-хана (1474—1517 гг. н. э., правитель Северного Юаньского ханства) является та же мужская гаплогруппа C2c1a1a1-M407, на основе прямого тестирования его хорошо документированных потомков
Генетически коныратам из азиатских народов наиболее близки баяты, проживающие в Монголии.
Коныраты наряду с такими родоплеменными группами как уйсун, жалайыр, керей, найман, алимулы, байулы, жетыру и торе включены в кластер, который находит генетическую близость с популяциями бурят Эхирит-Булагатского района, каракалпаков, хамниган, хазарейцев и эвенков.

## Роды
| Котенши: 1. Сангыл 2. Божбан 3. Жетимдер 4. Мангытай 5. Аманбай 6. Жаманбай | Коктинулы: 1. Байлар 2. Жандар 3. Оразкелди 4. Карасирак 5. Токболат 6. Кулшыгаш 7. Алги |